# Departamento La Cocha
La Cocha es un departamento ubicado en el sur de la provincia de Tucumán en Argentina. El mismo se encuentra rodeado por los departamentos Juan B. Alberdi al oeste y norte, Graneros al este y por la provincia de Catamarca al sur y oeste.
La agricultura constituye la base de la economía departamental, destacándose en particular el cultivo de tabaco y soja.

## Población
En 2010 el departamento contó con 19 002 habitantes.
Para el censo 2022 el departamento registró 21 218 habitantes; lo que representó un aumento en la cantidad de personas del 14,7% menor que el crecimiento poblacional provinciala situado en 16,6%. Estos datos le valieron al departamento tener la segunda menor población y segunda menor densidad poblacional de la provincia.

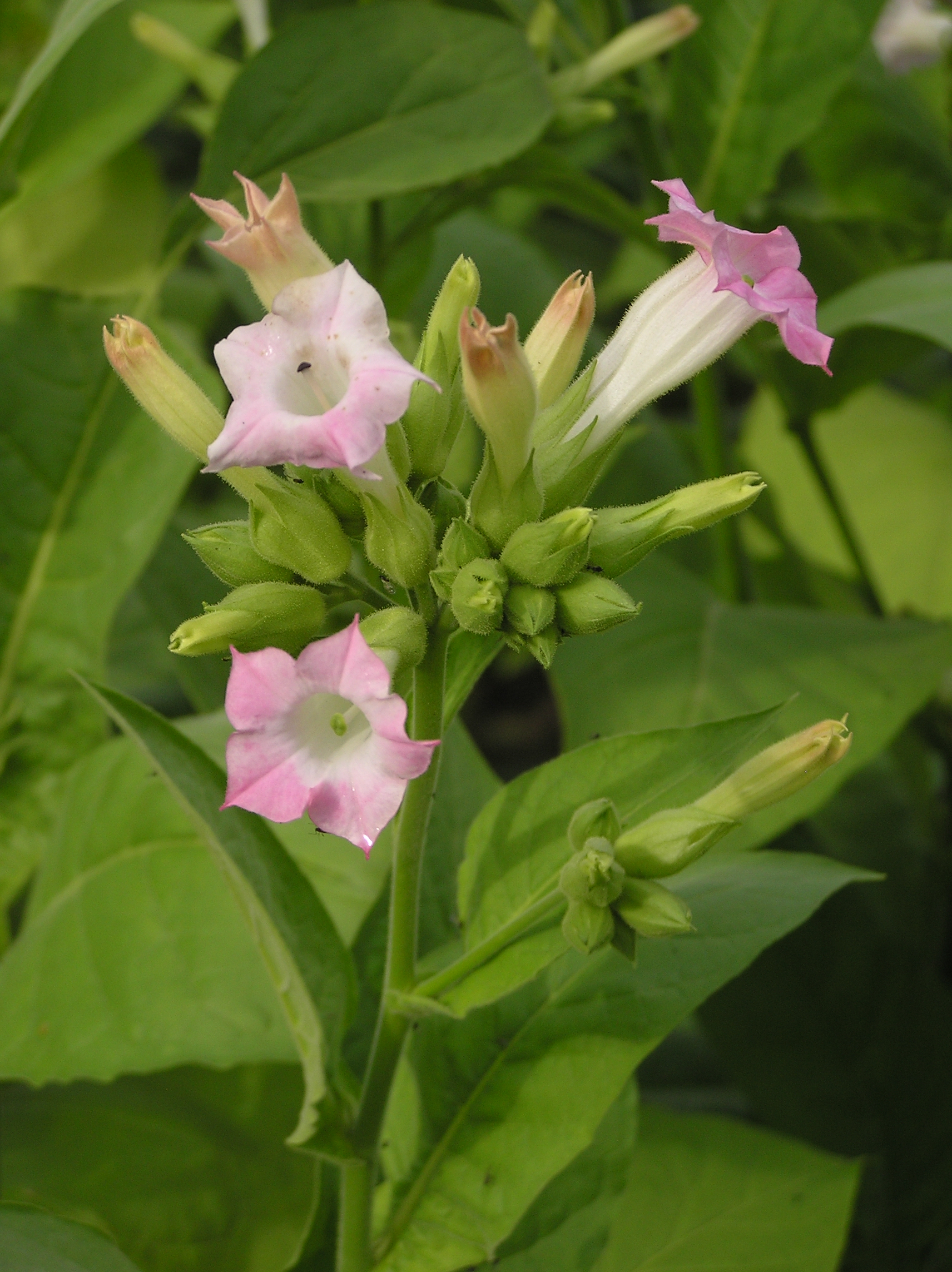
Flor del tabaco